# Frank Riggs
Frank Duncan Riggs (ur. 5 września 1950 w Louisville, zm. 20 grudnia 2023) – amerykański polityk, członek Partii Republikańskiej.

## Działalność polityczna
W okresie od 3 stycznia 1991 do 3 stycznia 1993 przez jedną kadencję i od 3 stycznia 1995 do 3 stycznia 1999 przez dwie kadencje był przedstawicielem 1. okręgu wyborczego w stanie Kalifornia w Izbie Reprezentantów Stanów Zjednoczonych.